# Hubert Voilquin
Pour les articles homonymes, voir Voilquin.
Hubert Voilquin, né le 7 mai 1923 à Médonville (Vosges) et décédé le 2 août 2015 à Vittel (Vosges), est un homme politique français. 

## Biographie

### Carrière politique
Hubert Voilquin est maire de Vittel de 1977 à 1995 et député des Vosges du 19 mars 1978 au 22 mai 1981 dans la 4e circonscription.

### Vie privée
Marié à Ginette Bastien, décédée en 2012, il a quatre enfants. Il est le cousin d'Albert Voilquin.

### Mort
Il meurt le 2 août 2015 à l'âge de quatre-vingt-douze ans.